# Председништво ЦК СКЈ
Председништво ЦК СКЈ (мкд. Претседателство на ЦК СКЈ; словен. Predsedstvo CK ZKJ) било је извршни орган Централног комитета СКЈ (ЦК  СКЈ) и колективни шеф Савеза комуниста Југославије (СКЈ), од 1978. до 1990. године.
Формирано је октобра 1966, у току реформе Савеза комуниста, као Председништво СКЈ, орган који се налазио између Централног и Извршног комитета, а на Деветом конгресу, 1969. постало је уз Конференцију СКЈ највише партијско тело уместо Централног комитета, које су сачињавали представници свих републичких и покрајинских организација, као и организације СК у ЈНА.
Од Десетог конгреса, маја 1974. Председништво ЦК СКЈ поново је било извршно тело Централног комитета и имало је 38 чланова. Од 1978. имало је 23 чланова – по три члана ЦК СКЈ из сваке републике, по два члана ЦК СКЈ из покрајина и један члан ЦК СКЈ из организације СК у ЈНА. Чланови Председништва били су по функцији и председници Централних комитета у републикама, председници Покрајинских комитета у покрајинама и председник Комитета Организације СК у ЈНА.
Извршни орган Председништва, од 1969. до 1974, био је Извршни биро, а од 1974. до 1978. Извршни комитет, који је имао свог секретара. На челу Председништва налазио се председник СКЈ Јосип Броз Тито, а након његове смрти маја 1980. председник Председништва ЦК СКЈ бирао се на годину дана, по сличном принципу као председник Председништва СФРЈ.

## Историјат

### 1966—1969.
Након Осмог конгреса СКЈ, одржаног децембра 1964. у Београду, отпочеле су промене у друштвено-политичким и привредним односима, које су резултирале привредном реформом 1965. и довеле до кулминације сукоба у руководству Савеза комуниста. У самом врху СКЈ током времена су се позиционирале две струје — реформска и догматска, које су се залагале за различите концепције развоја. Александар Ранковић, који се залагао за умерене реформе и противио децентрализацији државе, оптужен је за злоупотребе у служби безбедности и смењен са свих партијских и државних функција на Четвртом пленум ЦК СКЈ, одржаном 1. јула 1966. на Брионима. Након смене Ранковића, започела је партијска реформа са циљем демократизације односа унутар Савеза комуниста, у условима развијенијег самоуправљања.
На Петом пленуму ЦК СКЈ одржаном 4. октобра 1966. у Београду, Централни комитет је усвојио одлуку о реорганизацији руководећих органа Савеза комуниста, па је уместо генералног секретара уведена функција председника СКЈ и уведено Председништво ЦК СКЈ као нови орган који између седница Централног комитета расправља о актуелним друштвено-политичким проблемима и остваривању политике СКЈ. За чланове Председништва ЦК СКЈ тада је изабрано 35 чланова:
1. Владимир Бакарић
2. Јаков Блажевић
3. Јосип Броз Тито
4. Јован Веселинов
5. Вељко Влаховић
6. Светозар Вукмановић
7. Иван Гошњак
8. Савка Дабчевић Кучар
9. Ратко Дугоњић
10. Блажо Јовановић
11. Осман Карабеговић
12. Едвард Кардељ
13. Руди Колак
14. Лазар Колишевски
15. Борис Крајгер
16. Миха Маринко
17. Иван Мачек
18. Цвијетин Мијатовић
19. Ђоко Пајковић
20. Душан Петровић
21. Коча Поповић
22. Владимир Поповић
23. Милентије Поповић
24. Ђуро Пуцар
25. Добривоје Радосављевић
26. Никола Секулић
27. Видоје Смилевски
28. Петар Стамболић
29. Борко Темелковски
30. Фадиљ Хоџа
31. Авдо Хумо
32. Крсте Црвенковски
33. Лидија Шентјурц
34. Пал Шоти
35. Мика Шпиљак

На истом пленуму изабрано је нових 11 чланова Извршног комитета ЦК СКЈ — Роман Албрехт, Срећко Бијелић, Маријан Цветковић, Нијаз Диздаревић, Киро Хаџивасилев, Стане Кавчич, Данило Кекић, Славко Милосавлевски, Мирослав Печујлић, Будислав Шошкић и Мијалко Тодоровић, који је био секретар Извршног комитета.

### 1969—1974.
Реформа Савеза комуниста, започета на Петом пленуму ЦК СКЈ, настављена је све до Деветог конгреса, одржаног марта 1969. у Београду. На Конгресу су уведене значајне промене у погледу структуре и организације највиших форума Савеза комуниста. Уместо Централног комитета, као највишег тела између два конгреса, предвиђено је да то буду — Председништво СКЈ, Извршни биро Председништва и Конференција СКЈ, која се бавила дефинисањем текуће политике и састајала се једанпут годишње (од 1969. до 1974. одржане су укупно четири Конференције СКЈ). Конференција је имала два дела — стални и променљиви, а 70 сталних чланова изабрано је на Деветом конгресу.
Према новом Статуту, Председништво СКЈ формирало се од делегата из сваке републичке (шест делегата), покрајинске (три делегата) и организације СК у ЈНА (три делегата). Председници Централних и Покрајинских комитета били су чланови Председништва СКЈ по функцији. Девети конгрес верификовао је избор 45 чланова (делегата) Председништва СКЈ, који су претходно изабрани на републичким конгресима и покрајинским конференцијама:
1. Крста Аврамовић, СК Србије
2. Владимир Бакарић, СК Хрватске
3. Димче Беловски, СК Македоније
4. Срећко Бијелић, СК Хрватске
5. Јаков Блажевић, СК Хрватске
6. Емин Бобаџић, СК Црне Горе
7. Бранко Боројевић, ОСК у ЈНА
8. Вељко Влаховић, СК Црне Горе
9. Павле Гажи, СК Хрватске
10. Киро Глигоров, СК Македоније
11. Нијаз Диздаревић, СК Босне и Херцеговине
12. Стане Доланц, СК Словеније
13. Иван Долничар, ОСК у ЈНА
14. Стеван Дороњски, СК Војводине
15. Ратко Дугоњић, СК Босне и Херцеговине
16. Видоје Жарковић, СК Црне Горе
17. Азем Зулфићари, СК Македоније
18. Едвард Кардељ, СК Словеније
19. Стане Кавчич, СК Словеније
20. Лазар Колишевски, СК Македоније
21. Сергеј Крајгер, СК Словеније
22. Стане Крањц, СК Словеније
23. Звонко Ликер, СК Хрватске
24. Никола Љубичић, ОСК у ЈНА
25. Цвијетин Мијатовић, СК Босне и Херцеговине
26. Славко Милосавлевски, СК Македоније
27. Јожеф Нађ, СК Војводине
28. Мирослав Печујлић, СК Србије
29. Јово Печеновић, СК Косова
30. Латинка Перовић, СК Србије
31. Милентије Поповић, СК Србије
32. Хамдија Поздерац, СК Босне и Херцеговине
33. Митја Рибичич, СК Словеније
34. Петар Стамболић, СК Србије
35. Милорад Станојевић, СК Црне Горе
36. Мирко Тепавац, СК Војводине
37. Мијалко Тодоровић, СК Србије
38. Станко Томић, СК Босне и Херцеговине
39. Мико Трипало, СК Хрватске
40. Крсте Црвенковски, СК Македоније
41. Доброслав Ћулафић, СК Црне Горе
42. Фадиљ Хоџа, СК Косова
43. Бошко Шиљеговић, СК Босне и Херцеговине
44. Кољ Широка, СК Косова
45. Будислав Шошкић, СК Црне Горе

Чланови Председништва СКЈ по функцији:
1. Бранко Микулић, председник ЦК СК Босне и Херцеговине
2. Ангел Чемерски, председник ЦК СК Македонија
3. Марко Никезић, председник ЦК СК Србије
4. Франце Попит, председник ЦК СК Словеније
5. Савка Дабчевић Кучар, председник ЦК СК Хрватске
6. Веселин Ђурановић, председник СК Црне Горе
7. Мирко Тепавац, председник ПК СК Војводине
8. Вели Дева, председник ПК СК Косова

Извршни орган Председништва СКЈ био је Извршни биро, чијим је радом руководио председник СКЈ. Пошто је Извршни комитет ЦК СКЈ, формиран на Петом пленуму, октобра 1966. био састављен од млађих партијских кадрова, са мање политичког искуства и мање ауторитета, на Титово залагање у Извршни биро Председништва СКЈ изабрани су поред млађих и неки старији партијски руководиоци. На првој седници Председништва СКЈ, 16. марта 1969. изабран је Извршни биро, који су сачињавали председник СКЈ Јосип Броз Тито и по два представника из сваке републике и по један из покрајина — Владимир Бакарић, Вељко Влаховић, Нијаз Диздаревић, Стане Доланц, Стеван Дороњски, Киро Глигоров, Едвард Кардељ, Цвијетин Мијатовић, Мирослав Печујлић, Мијалко Тодоровић, Мико Трипало, Фадиљ Хоџа, Крсте Црвенковски, и Будислав Шошкић. Од Деветог конгреса до Друге конференције СКЈ, 1972. свака два месеца чланови Извршног бироа су се смењивали на функцији председавајућег Извршног бироа.
У периоду од Деветог до Десетог конгреса СКЈ, одржане су четири Конференције СКЈ на којима је мењан састав Председништва СКЈ, Извршног бироа Председништва и сталног дела Конференције СКЈ. На Првој конференцији СКЈ, одржаној октобра 1970. извршена је прва промена у Председништву СКЈ, када је верификована промена чланова из САП Војводине — уместо преминулог Јожефа Нађа именован је Маћаш Kелемен. Друга конференција СКЈ, одржана је јануара 1972, непосредно након 21. седнице Председништва СКЈ, на којој је због „националистичких” скретања смењена група високих руководилаца СК Хрватске, што је условило одређене кадровске промене у Председништву СКЈ и Извршном бироу. Уместо Мике Трипала, Срећка Бијелића и Јакова Блажевића изабрани су Јуре Билић, Милутин Балтић и Јосип Дежелин. Такође, тада је верификована и промена чланова Председништва из СР Босне и Херцеговине, СР Црне Горе, САП Војводине и Организације СК у ЈНА — уместо Нијаза Диздаревића, Ратка Дугоњића и Хамдије Поздерца именовани су Тодо Куртовић, Нико Михаљевић и Мунир Месиховић (БиХ); уместо Емина Бобаџића и Видоја Жарковића именовани су Томислав Кнежевић и Јован Вујадиновић (Црна Гора); уместо Мирка Тепавца и Маћаша Келемена именовани су Мирко Чанадановић и Михаљ Шефер (Војводина), а уместо генерала Бранка Боројевића именован је генерал Џемил Шарац (СК у ЈНА).
На седници Председништва СКЈ, 27. јануара 1972. изабран је нови састав Извршног бироа, који су чинили по један представник из сваке републике и покрајине — Крста Аврамовић, Јуре Билић, Киро Глигоров, Стане Доланц, Стеван Дороњски, Тодо Куртовић, Фадиљ Хоџа и Будислав Шошкић. На основу одлуке о реорганизацији Извршног бироа уведена је функција секретара (по узору на ранију функцију секретара Извршног комитета), са ограничењем мандата од годину дана. За секретара Извршног бироа изабран је Стане Доланц, али је његов мандат на седници Председништва СКЈ, маја 1973. продужен до Десетог конгреса.
Кадровске промене у чланству Председништва СКЈ вршене су и касније. На Трећој конференцији СКЈ, одржаној децембра 1972. након обрачуна са „либералима” у руководствима СК Србије, СК Словеније и СК Македоније извршена је верификација измена чланова Председништва СКЈ — уместо Крсте Црвенковског, Лазара Колишевског и Азема Зулфићарија именовани су Славка Георгијев, Ристо Петровски и Хисен Рамадани. Такође, примљене су оставке Латинке Перовић и Станета Кавчича. На Четвртој конференцији СКЈ, одржаној маја 1973. верификована је измена следећих чланова — Душан Алимпић уместо Мирка Чанадановића (Војводина), Винко Хафнер уместо Станета Кавчича (Словенија). Конференција је такође, примила оставку на чланство у Председништву СКЈ Славка Милосавлевског из СК Македоније.
| Чланови Председништва ЦК СКЈ у периоду од 1969. до 1974. | Чланови Председништва ЦК СКЈ у периоду од 1969. до 1974. | Чланови Председништва ЦК СКЈ у периоду од 1969. до 1974. | Чланови Председништва ЦК СКЈ у периоду од 1969. до 1974. | Чланови Председништва ЦК СКЈ у периоду од 1969. до 1974.             |
| организација                                             | функција                                                 | име и презиме                                            | име и презиме                                            | напомена                                                             |
| -------------------------------------------------------- | -------------------------------------------------------- | -------------------------------------------------------- | -------------------------------------------------------- | -------------------------------------------------------------------- |
| СК Југославије                                           | председник СКЈ                                           | Јосип Броз Тито                                          | Јосип Броз Тито                                          |                                                                      |
| СК Босне и Херцеговине                                   | делегати изабрани од ЦК СК БиХ                           | 1                                                        | Нијаз Диздаревић                                         | члан до 27. јануара 1972.                                            |
| СК Босне и Херцеговине                                   | делегати изабрани од ЦК СК БиХ                           | 1                                                        | Мунир Месиховић                                          | члан од 27. јануара 1972.                                            |
| СК Босне и Херцеговине                                   | делегати изабрани од ЦК СК БиХ                           | 2                                                        | Ратко Дугоњић                                            | члан до 27. јануара 1972.                                            |
| СК Босне и Херцеговине                                   | делегати изабрани од ЦК СК БиХ                           | 2                                                        | Тодо Куртовић                                            | члан од 27. јануара 1972.                                            |
| СК Босне и Херцеговине                                   | делегати изабрани од ЦК СК БиХ                           | 3                                                        | Цвијетин Мијатовић                                       |                                                                      |
| СК Босне и Херцеговине                                   | делегати изабрани од ЦК СК БиХ                           | 4                                                        | Хамдија Поздерац                                         | члан до 27. јануара 1972.                                            |
| СК Босне и Херцеговине                                   | делегати изабрани од ЦК СК БиХ                           | 4                                                        | Нико Михаљевић                                           | члан од 27. јануара 1972.                                            |
| СК Босне и Херцеговине                                   | делегати изабрани од ЦК СК БиХ                           | 5                                                        | Станко Томић                                             |                                                                      |
| СК Босне и Херцеговине                                   | делегати изабрани од ЦК СК БиХ                           | 6                                                        | Бошко Шиљеговић                                          |                                                                      |
| СК Босне и Херцеговине                                   | делегат по функцији председника ЦК СК БиХ                | Бранко Микулић                                           | Бранко Микулић                                           | од избора на дужност 9. априла 1969.                                 |
| СК Македоније                                            | делегати изабрани од ЦК СК Македоније                    | 1                                                        | Димче Беловски                                           |                                                                      |
| СК Македоније                                            | делегати изабрани од ЦК СК Македоније                    | 2                                                        | Киро Глигоров                                            |                                                                      |
| СК Македоније                                            | делегати изабрани од ЦК СК Македоније                    | 3                                                        | Азем Зулфићари                                           | члан до 8. децембра 1972.                                            |
| СК Македоније                                            | делегати изабрани од ЦК СК Македоније                    | 3                                                        | Хисен Рамадани                                           | члан од 8. децембра 1972.                                            |
| СК Македоније                                            | делегати изабрани од ЦК СК Македоније                    | 4                                                        | Лазар Колишевски                                         | члан до 8. децембра 1972.                                            |
| СК Македоније                                            | делегати изабрани од ЦК СК Македоније                    | 4                                                        | Ристо Петровски                                          | члан од 8. децембра 1972.                                            |
| СК Македоније                                            | делегати изабрани од ЦК СК Македоније                    | 5                                                        | Славко Милосавлевски                                     | поднео оставку 3. фебруара 1973, која је верификована 11. маја 1973. |
| СК Македоније                                            | делегати изабрани од ЦК СК Македоније                    | 6                                                        | Крсте Црвенковски                                        | члан до 8. децембра 1972.                                            |
| СК Македоније                                            | делегати изабрани од ЦК СК Македоније                    | 6                                                        | Славка Георгијев                                         | члан од 8. децембра 1972.                                            |
| СК Македоније                                            | делегат по функцији председника ЦК СКМ                   | Ангел Чемерски                                           | Ангел Чемерски                                           | од избора на дужност 24. марта 1969.                                 |
| СК Словеније                                             | делегати изабрани од ЦК СК Словеније                     | 1                                                        | Стане Доланц                                             |                                                                      |
| СК Словеније                                             | делегати изабрани од ЦК СК Словеније                     | 2                                                        | Едвард Кардељ                                            |                                                                      |
| СК Словеније                                             | делегати изабрани од ЦК СК Словеније                     | 3                                                        | Стане Кавчич                                             | поднео оставку октобра 1972, која је верификована 8. децембра 1972.  |
| СК Словеније                                             | делегати изабрани од ЦК СК Словеније                     | 3                                                        | Винко Хафнер                                             | члан од 11. маја 1973.                                               |
| СК Словеније                                             | делегати изабрани од ЦК СК Словеније                     | 4                                                        | Сергеј Крајгер                                           |                                                                      |
| СК Словеније                                             | делегати изабрани од ЦК СК Словеније                     | 5                                                        | Стане Крањц                                              |                                                                      |
| СК Словеније                                             | делегати изабрани од ЦК СК Словеније                     | 6                                                        | Митја Рибичич                                            |                                                                      |
| СК Словеније                                             | делегат по функцији председника ЦК СКС                   | Франце Попит                                             | Франце Попит                                             |                                                                      |
| СК Србије                                                | делегати изабрани од ЦК СК Србије                        | 1                                                        | Крста Аврамовић                                          |                                                                      |
| СК Србије                                                | делегати изабрани од ЦК СК Србије                        | 2                                                        | Мирослав Печујлић                                        |                                                                      |
| СК Србије                                                | делегати изабрани од ЦК СК Србије                        | 3                                                        | Латинка Перовић                                          | поднела оставку октобра 1972, која је верификована 8. децембра 1972. |
| СК Србије                                                | делегати изабрани од ЦК СК Србије                        | 4                                                        | Милентије Поповић                                        |                                                                      |
| СК Србије                                                | делегати изабрани од ЦК СК Србије                        | 5                                                        | Петар Стамболић                                          |                                                                      |
| СК Србије                                                | делегати изабрани од ЦК СК Србије                        | 6                                                        | Мијалко Тодоровић                                        |                                                                      |
| СК Србије                                                | делегат по функцији председника ЦК СКС                   | Марко Никезић                                            | Марко Никезић                                            | члан до 26. октобра 1972.                                            |
| СК Србије                                                | делегат по функцији председника ЦК СКС                   | Тихомир Влашкалић                                        | Тихомир Влашкалић                                        | члан од 26. октобра 1972                                             |
| СК у ЈНА                                                 | делегати изабрани од Комитета ОСК у ЈНА                  | 1                                                        | Бранко Боројевић                                         |                                                                      |
| СК у ЈНА                                                 | делегати изабрани од Комитета ОСК у ЈНА                  | 2                                                        | Иван Долничар                                            |                                                                      |
| СК у ЈНА                                                 | делегати изабрани од Комитета ОСК у ЈНА                  | 3                                                        | Никола Љубичић                                           |                                                                      |

      Изабрани делегат
      Делегат по положају

### 1974—1978.
На Десетом конгресу СКЈ, маја 1974. поново је извршена измена у организацији органа и форума Савеза комуниста. Укинута је Конференција СКЈ и поново успостављен Централни комитет, као највиши партијски орган између два конгреса. Председништво СКЈ задржано је као политичко-извршни орган Централног комитета Савеза комуниста Југославије који делује на основу политичких смерница и задатака које одређује конгрес, као и ставова и задатака које утврђује ЦК СКЈ. На Конгресу је Јосип Броз Тито изабран за председника СКЈ без ограничења мандата.
Према новом Статуту, Председништво ЦК СКЈ састојало се од 38 чланова Централног комитета — из сваке републичке (четири делегата), покрајинске (три делегата) и организације СК у ЈНА (један делегат) и председници Централних и Покрајинских комитета, као и председник Комитета СК у ЈНА, који су били чланови Председништва ЦК СКЈ по функцији. На првој седници ЦК СКЈ, након Десетог конгреса, изабрано је 29 чланова Председништва ЦК СКЈ:
1. Роман Алберхт, СК Словеније
2. Владимир Бакарић, СК Хрватске
3. Имре Балинт, СК Војводине
4. Џемал Биједић, СК Босне и Херцеговине
5. Јуре Билић, СК Хрватске
6. Вељко Влаховић, СК Црне Горе
7. Јосип Врховец, СК Хрватске
8. Јован Вујадиновић, СК Црне Горе
9. Киро Глигоров, СК Македоније
10. Александар Грличков, СК Македоније
11. Стане Доланц, СК Словеније
12. Стеван Дороњски, СК Војводине
13. Ратко Дугоњић, СК Босне и Херцеговине
14. Видоје Жарковић, СК Црне Горе
15. Едвард Кардељ, СК Словеније
16. Лазар Колишевски, СК Македоније
17. Тодо Куртовић, СК Босне и Херцеговине
18. Никола Љубичић, ОСК у ЈНА
19. Крсте Марковски, СК Македоније
20. Милош Минић, СК Србије
21. Цвијетин Мијатовић, СК Босне и Херцеговине
22. Душан Петровић, СК Србије
23. Мирко Поповић, СК Србије
24. Душан Ристић, СК Косова
25. Јоже Смоле, СК Словеније
26. Војо Срзентић, СК Црне Горе
27. Петар Стамболић, СК Србије
28. Фадиљ Хоџа, СК Косова
29. Мика Шпиљак, СК Хрватске

Чланови Председништва СКЈ по функцији:
1. Бранко Микулић, председник ЦК СК Босне и Херцеговине
2. Ангел Чемерски, председник ЦК СК Македонија
3. Тихомир Влашкалић, председник ЦК СК Србије
4. Франце Попит, председник ЦК СК Словеније
5. Милка Планинц, председник ЦК СК Хрватске
6. Веселин Ђурановић, председник СК Црне Горе
7. Душан Алимпић, председник ПК СК Војводине
8. Махмут Бакали, председник ПК СК Косова
9. Џемил Шарац, председник Комитета СК у ЈНА

У складу са новим статутарним одредбама, извршни орган Председништва ЦК СКЈ био је Извршни комитет, уместо ранијег Извршно бироа, који се састојао од 12 чланова — Јуре Билић, Добривоје Видић, Александар Грличков, Стане Доланц, Иван Кукоч, Тодо Куртовић, Мунир Месиховић, Душан Поповић, Мирко Поповић, Војо Срзентић, Драгољуб Ставрев и Али Шукрија. Чланови Извршног комитета, који су били чланови Председништва ЦК СКЈ, именовани су за секретаре — Стане Доланц секретар Извршног комитета, Јуре Билић секретар за развој Савеза комуниста, организациона и кадровска питања, Тодо Куртовић секретар за идеолошки рад и пропаганду, Војо Срзентић секретар за друштвено-економска односе, Мирко Поповић секретар за политички систем и Александар Грличков секретар за међународне односе.
Између Десетог и Једанаестог конгреса, вршене су одређене измене у саставу Председништва ЦК СКЈ. На Другој седници ЦК СКЈ, 1974. у Председништво су изабрани чланови Извршног бироа — Добривоје Видић, Иван Кукоч, Мунир Месиховић, Душан Поповић, Драгољуб Ставрев и Али Шукрија, као и — Доброслав Ћулафић из СК Црне Горе, Милутин Балтић из СК Хрватске, Миха Равник из СК Словеније. Овим је Председништво повећано за девет чланова, па је са 29 повећано на 38 чланова — из сваке републичке (пет делегата), покрајинске (четири делегата) и организације СК у ЈНА (два делегата).
На Петој седници ЦК СКЈ, 1975. верификован је избор Вељка Милатовића за члана ЦК СКЈ и Председништва ЦК СКЈ уместо преминулог Вељка Влаховића. На истој седници, верификован је избор Веселина Ђурановића за члана ЦК СКЈ и Председништва ЦК СКЈ, уместо Воје Срзентића, који је постао председник ЦК СК Црне Горе и самим тим члан Председништва по функцији. Године 1977. преминула су два члана Председништва ЦК СКЈ — Џемал Биједић и Душан Петровић Шане, али њихова места нису попуњавана.
| Чланови Председништва ЦК СКЈ у периоду од 1974. до 1978. |                                    |                                                           |                      |
| функција                                                 | име и презиме                      | име и презиме                                             | напомена             |
| председник СКЈ                                           | Јосип Броз Тито                    | Јосип Броз Тито                                           | доживотни председник |
| делегати СК Босне и Херцеговине                          |                                    |                                                           |                      |
| Џемал Биједић (умро 1977)                                | Џемал Биједић (умро 1977)          | делегати изабрани од ЦК СК Босне и Херцеговине            |                      |
| Ратко Дугоњић                                            |                                    | делегати изабрани од ЦК СК Босне и Херцеговине            |                      |
| Тодо Куртовић                                            |                                    | делегати изабрани од ЦК СК Босне и Херцеговине            |                      |
| Мунир Месиховић (накнадно изабран)                       |                                    | делегати изабрани од ЦК СК Босне и Херцеговине            |                      |
| Цвијетин Мијатовић                                       |                                    | делегати изабрани од ЦК СК Босне и Херцеговине            |                      |
| Бранко Микулић                                           | Бранко Микулић                     | делегат по функцији председника ЦК СК Босне и Херцеговине |                      |
| делегати СK Македоније                                   |                                    |                                                           |                      |
| Киро Глигоров                                            | Киро Глигоров                      | делегати изабрани од ЦК СК Македоније                     |                      |
| Александар Грличков                                      |                                    | делегати изабрани од ЦК СК Македоније                     |                      |
| Лазар Колишевски                                         |                                    | делегати изабрани од ЦК СК Македоније                     |                      |
| Крсте Марковски                                          |                                    | делегати изабрани од ЦК СК Македоније                     |                      |
| Драгољуб Ставрев (накнадно изабран)                      |                                    | делегати изабрани од ЦК СК Македоније                     |                      |
| Ангел Чемерски                                           | Ангел Чемерски                     | делегат по функцији председника ЦК СК Македоније          |                      |
| делегати СК Словеније                                    |                                    |                                                           |                      |
| Роман Алберхт                                            | Роман Алберхт                      | делегати изабрани од ЦК СК Словеније                      |                      |
| Стане Доланц                                             |                                    | делегати изабрани од ЦК СК Словеније                      |                      |
| Едвард Кардељ                                            |                                    | делегати изабрани од ЦК СК Словеније                      |                      |
| Миха Равник (накнадно изабран)                           |                                    | делегати изабрани од ЦК СК Словеније                      |                      |
| Јоже Смоле                                               |                                    | делегати изабрани од ЦК СК Словеније                      |                      |
| Франце Попит                                             | Франце Попит                       | делегат по функцији председника ЦК СК Словеније           |                      |
| делегати СК Србије                                       |                                    |                                                           |                      |
| Добривоје Видић (накнадно изабран)                       | Добривоје Видић (накнадно изабран) | делегати изабрани од ЦК СК Србије                         |                      |
| Милош Минић                                              |                                    | делегати изабрани од ЦК СК Србије                         |                      |
| Душан Петровић (умро 1977)                               |                                    | делегати изабрани од ЦК СК Србије                         |                      |
| Мирко Поповић                                            |                                    | делегати изабрани од ЦК СК Србије                         |                      |
| Петар Стамболић                                          |                                    | делегати изабрани од ЦК СК Србије                         |                      |
| Тихомир Влашкалић                                        | Тихомир Влашкалић                  | делегат по функцији председника ЦК СК Србије              |                      |
| делегати СК Хрватске                                     |                                    |                                                           |                      |
| Владимир Бакарић                                         | Владимир Бакарић                   | делегати изабрани од ЦК СК Хрватске                       |                      |
| Милутин Балтић (накнадно изабран)                        |                                    | делегати изабрани од ЦК СК Хрватске                       |                      |
| Јуре Билић                                               |                                    | делегати изабрани од ЦК СК Хрватске                       |                      |
| Јосип Врховец                                            |                                    | делегати изабрани од ЦК СК Хрватске                       |                      |
| Мика Шпиљак                                              |                                    | делегати изабрани од ЦК СК Хрватске                       |                      |
| Милка Планинц                                            | Милка Планинц                      | делегат по функцији председника ЦК СК Хрватске            |                      |
| делегати СК Црне Горе                                    |                                    |                                                           |                      |
| Вељко Влаховић (умро 1975)                               | Вељко Милатовић (од 1975)          | делегати изабрани од ЦК СК Црне Горе                      |                      |
| Јован Вујадиновић                                        |                                    | делегати изабрани од ЦК СК Црне Горе                      |                      |
| Видоје Жарковић                                          |                                    | делегати изабрани од ЦК СК Црне Горе                      |                      |
| Војислав Срзентић (до 1977)                              | Веселин Ђурановић (од 1977)        | делегати изабрани од ЦК СК Црне Горе                      |                      |
| Доброслав Ћулафић (накнадно изабран)                     |                                    | делегати изабрани од ЦК СК Црне Горе                      |                      |
| Веселин Ђурановић (до 1977)                              | Војислав Срзентић (од 1977)        | делегат по функцији председника ЦК СК Црне Горе           |                      |
| делегати СК Војводине                                    |                                    |                                                           |                      |
| Имре Балинт                                              | Имре Балинт                        | делегати изабрани од ПК СК Војводине                      |                      |
| Стеван Дороњски                                          |                                    | делегати изабрани од ПК СК Војводине                      |                      |
| Душан Поповић (накнадно изабран)                         |                                    | делегати изабрани од ПК СК Војводине                      |                      |
| Душан Алимпић                                            | Душан Алимпић                      | делегат по функцији председника ПК СК Војводине           |                      |
| делегати СК Косова                                       |                                    |                                                           |                      |
| Душан Ристић                                             | Душан Ристић                       | делегати изабрани од ПК СК Косова                         |                      |
| Фадиљ Хоџа                                               |                                    | делегати изабрани од ПК СК Косова                         |                      |
| Али Шукрија (накнадно изабран)                           |                                    | делегати изабрани од ПК СК Косова                         |                      |
| Махмут Бакали                                            | Махмут Бакали                      | делегат по функцији председника ПК СК Војводине           |                      |
| делегати СК у ЈНА                                        |                                    |                                                           |                      |
| Иван Кукоч (накнадно изабран)                            | Иван Кукоч (накнадно изабран)      | делегати изабрани од Комитета Организације СК у ЈНА       |                      |
| Никола Љубичић                                           |                                    | делегати изабрани од Комитета Организације СК у ЈНА       |                      |
| Џемил Шарац                                              | Џемил Шарац                        | делегат по функцији председника Комитета СК у ЈНА         |                      |

      Изабрани делегат
      Делегат по положају

### 1978—1982.
Измене у саставу и организацији Председништва ЦК СКЈ, извршена на Једанаестом конгресу СКЈ, одржаном јуна 1978. у Београду, биле су укидање Извршног комитета Председништва и увођење функције секретара Председништва, као и извршних секретара. Њих је бирао председник СКЈ — секретара Председништва из састава Председништва ЦК СКЈ, а извршне секретара из редова чланова ЦК СКЈ. Функција секретара Председништва била је организационог карактера и он је пратио и извршавао идејно-политичке ставове, одлуке и задатке Председништва, организовао и припремао седнице Председништва, координирао рад извршних секретара и обављао друге послове које му је поверавао председник СКЈ. Извршни секретари имали су конкретна задужења за одређена подручја рада и на основу идејно-политичких ставова, одлука и закључака Председништва, организовали су оперативни рад на спровођењу утврђене политике из одређених области.
Председништво ЦК СКЈ, се према новим статутарним одредбама, састојало од 16 чланова Централног комитета — из сваке републичке (два делегата), покрајинске (један делегата) и организације СК у ЈНА (један делегат) и председник СКЈ. Такође, чланови Председништва су по функцији били председници Централних и Покрајинских комитета, као и председник Комитета СК у ЈНА, чиме је укупан број чланова Председништва износио 24 члана. На првој седници Централног комитета СКЈ за чланове Председништва ЦК СКЈ су изабрани:
1. Јосип Броз Тито, председник СКЈ
2. Владимир Бакарић, СК Хрватске
3. Александар Грличков, СК Македоније
4. Стане Доланц, СК Словеније
5. Стеван Дороњски, СК Војводине
6. Душан Драгосавац, СК Хрватске
7. Едвард Кардељ, СК Словеније
8. Лазар Колишевски, СК Македоније
9. Никола Љубичић, ОСК у ЈНА
10. Цвијетин Мијатовић, СК Босне и Херцеговине
11. Бранко Микулић, СК Босне и Херцеговине
12. Милош Минић, СК Србије
13. Петар Стамболић, СК Србије
14. Фадиљ Хоџа, СК Косова

Чланови Председништва СКЈ по функцији:
1. Никола Стојановић, председник ЦК СК Босне и Херцеговине
2. Ангел Чемерски, председник ЦК СК Македоније
3. Франце Попит, председник ЦК СК Словеније
4. Тихомир Влашкалић, председник ЦК СК Србије
5. Милка Планинц, председник ЦК СК Хрватске
6. Војо Срзентић, председник ЦК СК Црне Горе
7. Душан Алимпић, председник ПК СК Војводине
8. Махмут Бакали, председник ПК СК Косова
9. Дане Ћуић, председник ОСК у ЈНА

На првој седници Председништва ЦК СКЈ, на предлог председника СКЈ Јосипа Броза Тита, за секретара Председништва изабран је Стане Доланц. На истој седници изабрано је девет извршних секретара Председништва ЦК СКЈ — Милан Даљевић, Милојко Друловић, Павле Гажи, Трпе Јаковлевски, Владо Јанжич, Ферхард Которић, Нандор Мајор, Мaрко Орландић и Ђуро Трбовић.
Према Статуту Савеза комуниста седницама Председништва председавао је председник СКЈ, а уколико је он спречен да лично председава могао је ту дужност поверити за поједину седницу и другим члановима Председништва ЦК СКЈ. Како је Јосип Броз Тито тада био у дубокој старости од 86 година, сходно овој статутарној одредби, у октобру 1978. у Председништву је уведена дужност председавајућег Председништва на којој су се сваких годину дана ротирали делегати из република и покрајина. По сличном принципу, функционисало је и Председништво СФРЈ, где се ова функција звала потпредседник Председништва. Први председавајући Председништва ЦК СКЈ постао је Бранко Микулић из СК Босне и Херцеговине, а након годину дана њега је заменио Стеван Дороњски из СК Војводине. У тренутку смрти Јосипа Броза Тита, доживотног председника СФРЈ и СКЈ, 4. маја 1980. Дороњски је постао председник Председништва ЦК СКЈ, а према истом принципу, потпредседник Председништва СФРЈ Лазар Колишевски постао је председник Председништва. Смрћу Јосипа Броза Тита, престала је да постоји функција председника СКЈ чиме се број чланова председништва смањио на 15, односно 23 члана. Његове дужности у Председништву ЦК СКЈ преузео је председник Председништва, који је по дужности био девети члан Председништва СФРЈ.
У периоду између Једанаестог и Дванаестог конгреса СКЈ, извршена је замена неколико чланова Председништва ЦК СКЈ. Године 1979. преминулог Едварда Кардеља заменио је Андреј Маринц, а Видоја Жарковића, Лазара Колишевског, Цвијетина Мијатовића и Петра Стамболића, који су маја 1979. изабрани за чланове Председништва СФРЈ, заменили су — Доброслав Ћулафић, Лазар Мојсов, Хамдија Поздерац и Драгослав Марковић. Године 1981. преминулог Стевана Дороњског заменио је Душан Алимпић.
| Чланови Председништва ЦК СКЈ у периоду од 1978. до 1982. |                              |                                                           |                                          |
| функција                                                 | име и презиме                | име и презиме                                             | напомена                                 |
| председник СКЈ                                           | Јосип Броз Тито (до 1980)    | Јосип Броз Тито (до 1980)                                 | доживотни председник (умро 4. маја 1980) |
| делегати СК Босне и Херцеговине                          |                              |                                                           |                                          |
| Цвијетин Мијатовић (до 1979)                             | Хамдија Поздерац (од 1979)   | делегати изабрани од ЦК СК Босне и Херцеговине            |                                          |
| Бранко Микулић                                           |                              | делегати изабрани од ЦК СК Босне и Херцеговине            |                                          |
| Никола Стојановић                                        | Никола Стојановић            | делегат по функцији председника ЦК СК Босне и Херцеговине |                                          |
| делегати СK Македоније                                   |                              |                                                           |                                          |
| Александар Грличков                                      | Александар Грличков          | делегати изабрани од ЦК СК Македоније                     |                                          |
| Лазар Колишевски (до 1979)                               | Лазар Мојсов (од 1979)       | делегати изабрани од ЦК СК Македоније                     |                                          |
| Ангел Чемерски                                           | Ангел Чемерски               | делегат по функцији председника ЦК СК Македоније          |                                          |
| делегати СК Словеније                                    |                              |                                                           |                                          |
| Стане Доланц                                             | Стане Доланц                 | делегати изабрани од ЦК СК Словеније                      |                                          |
| Едвард Кардељ (умро 1979)                                | Андреј Маринц (од 1979)      | делегати изабрани од ЦК СК Словеније                      |                                          |
| Франце Попит                                             | Франце Попит                 | делегат по функцији председника ЦК СК Словеније           |                                          |
| делегати СК Србије                                       |                              |                                                           |                                          |
| Милош Минић                                              | Милош Минић                  | делегати изабрани од ЦК СК Србије                         |                                          |
| Петар Стамболић (до 1979)                                | Драгослав Марковић (од 1979) | делегати изабрани од ЦК СК Србије                         |                                          |
| Тихомир Влашкалић                                        | Тихомир Влашкалић            | делегат по функцији председника ЦК СК Србије              |                                          |
| делегати СК Хрватске                                     |                              |                                                           |                                          |
| Владимир Бакарић                                         | Владимир Бакарић             | делегати изабрани од ЦК СК Хрватске                       |                                          |
| Душан Драгосавац                                         |                              | делегати изабрани од ЦК СК Хрватске                       |                                          |
| Милка Планинц                                            | Милка Планинц                | делегат по функцији председника ЦК СК Хрватске            |                                          |
| делегати СК Црне Горе                                    |                              | делегат по функцији председника ЦК СК Хрватске            |                                          |
| Веселин Ђурановић                                        | Веселин Ђурановић            | делегати изабрани од ЦК СК Црне Горе                      |                                          |
| Видоје Жарковић (до 1979)                                | Доброслав Ћулафић (од 1979)  | делегати изабрани од ЦК СК Црне Горе                      |                                          |
| Војо Срзентић                                            | Војо Срзентић                | делегат по функцији председника ЦК СК Црне Горе           |                                          |
| делегати СК Војводине                                    |                              |                                                           |                                          |
| Стеван Дороњски (умро 1981)                              | Душан Алимпић (од 1981)      | делегат изабран од ПК СК Војводине                        |                                          |
| Душан Алимпић (до 1981)                                  | Бошко Крунић (oд 1981)       | делегат по функцији председника ПК СК Војводине           |                                          |
| делегати СК Косова                                       |                              |                                                           |                                          |
| Фадиљ Хоџа                                               | Фадиљ Хоџа                   | делегат изабран од ПК СК Косова                           |                                          |
| Махмут Бакали (до 1981)                                  | Вели Дева (oд 1981)          | делегат по функцији председника ПК СК Косова              |                                          |
| делегат СК у ЈНА                                         |                              |                                                           |                                          |
| Никола Љубичић                                           | Никола Љубичић               | делегат изабран од Комитета Организације СК у ЈНА         |                                          |

      Изабрани делегат
      Делегат по положају
      Председавајући Председништва, односно председник Председништва

### 1986—1990.
На последњем Тринаестом конгресу СКЈ, јуна 1986. извршене су статутарне промене према којима је Председништво ЦК СКЈ сачињавало 14 чланова — по два представника из сваке републике и по један из покрајина, као и председници Централних и Покрајинских комитета и председник Комитета СК у ЈНА, који су били чланови по положају:
1. Иван Бригић, СК Босне и Херцеговине
2. Радиша Гачић, СК Србије
3. Миланко Реновица, СК Босне и Херцеговине
4. Видоје Жарковић, СК Црне Горе
5. Штефан Корошец, СК Словеније
6. Бошко Крунић, СК Војводине
7. Марко Орландић, СК Црне Горе
8. Милан Панчевски, СК Македоније
9. Ивица Рачан, СК Хрватске
10. Васил Тупурковски, СК Македоније
11. Душан Чкребић, СК Србије
12. Франце Шетинц, СК Словеније
13. Кољ Широка, СК Косова
14. Стипе Шувар, СК Хрватске

Чланови Председништва ЦК СКЈ по функцији:
1. Милан Узелац, председник ЦК СК Босне и Херцеговине
2. Јаков Лазароски, председник ЦК СК Македонија
3. Слободан Милошевић, председник ЦК СК Србије
4. Милан Кучан, председник ЦК СК Словеније
5. Станко Стојчевић, председник ЦК СК Хрватске
6. Миљан Радовић, председник СК Црне Горе
7. Ђорђе Стојшић, председник ПК СК Војводине
8. Азем Власи, председник ПК СК Косова
9. Георгије Јовичић, председник Комитета СК у ЈНА

У току мандата последњег Председништва ЦК СКЈ дошло је до кулминације „Југословенске кризе” што је условило измену скоро 2/3 чланова Председништва (од 14 чланова само 5 је остало до краја мандата). У јесен 1988. наступила је криза у раду Председништва због „антибирократских скупова” у Војводини и Црној Гори, након чега су четворица чланова поднела оставке — Миланко Реновица (БиХ), Франце Шетинц (Словенија), Бошко Крунић (Војводина) и Кољ Широка (Косово). Одмах потом на њихова места су изабрани  Угљеша Узелац (БиХ) и Борис Мужевич (Словенија), док су на места Крунића и Широке, тек следеће године изабрани Станко Радмиловић (Војводина) и Јусуф Зејнулаху (Косово). Јануара 1989, након смене црногорског руководства, Видоја Жарковића и Марка Орландића заменили су Миомир Грбовић и Перко Вукотић. Радишу Гачића (Србија) маја 1989. заменио је Петар Шкундрић, а Васила Тупурковског (Македонија), који је јула 1989. изабран за члана Председништва СФРЈ, заменио је Љубомир Варошлија.
| Чланови Председништва ЦК СКЈ у периоду од 1986. до 1990. |                              |                                  |                                  |                              |                             |                                                           |                                                                |
| функција                                                 | име и презиме                | име и презиме                    | име и презиме                    | име и презиме                | име и презиме               | име и презиме                                             | напомена                                                       |
| делегати СК Босне и Херцеговине                          |                              |                                  |                                  |                              |                             |                                                           |                                                                |
| Иван Бригић                                              | Иван Бригић                  | Иван Бригић                      | Иван Бригић                      | Иван Бригић                  | Иван Бригић                 | делегати изабрани од ЦК СК Босне и Херцеговине            |                                                                |
| Миланко Реновица (до 1988)                               | Миланко Реновица (до 1988)   | Миланко Реновица (до 1988)       | Угљеша Узелац (од 1988)          | Угљеша Узелац (од 1988)      | Угљеша Узелац (од 1988)     | делегати изабрани од ЦК СК Босне и Херцеговине            |                                                                |
| Милан Узелац (до 1988)                                   | Милан Узелац (до 1988)       | Абдулах Мутапчић ( 1988 — 1988)  | Абдулах Мутапчић ( 1988 — 1988)  | Нијаз Дураковић (oд 1988)    | Нијаз Дураковић (oд 1988)   | делегат по функцији председника ЦК СК Босне и Херцеговине |                                                                |
| делегати СK Македоније                                   |                              |                                  |                                  |                              |                             |                                                           |                                                                |
| Милан Панчевски                                          | Милан Панчевски              | Милан Панчевски                  | Милан Панчевски                  | Милан Панчевски              | Милан Панчевски             | делегати изабрани од ЦК СК Македоније                     |                                                                |
| Васил Тупурковски (до 1989)                              | Васил Тупурковски (до 1989)  | Васил Тупурковски (до 1989)      | Љубомир Варошлија (од 1989)      | Љубомир Варошлија (од 1989)  | Љубомир Варошлија (од 1989) | делегати изабрани од ЦК СК Македоније                     |                                                                |
| Јаков Лазароски (до 1989)                                | Јаков Лазароски (до 1989)    | Јаков Лазароски (до 1989)        | Петар Гошев (oд 1989)            | Петар Гошев (oд 1989)        | Петар Гошев (oд 1989)       | делегат по функцији председника ЦК СК Македоније          |                                                                |
| делегати СК Словеније                                    |                              |                                  |                                  |                              |                             |                                                           |                                                                |
| Штефан Корошец                                           | Штефан Корошец               | Штефан Корошец                   | Штефан Корошец                   | Штефан Корошец               | Штефан Корошец              | делегати изабрани од ЦК СК Словеније                      |                                                                |
| Франц Шетинц (до 1988)                                   | Франц Шетинц (до 1988)       | Франц Шетинц (до 1988)           | Борис Мужевич (од 1988)          | Борис Мужевич (од 1988)      | Борис Мужевич (од 1988)     | делегати изабрани од ЦК СК Словеније                      |                                                                |
| Милан Кучан (до 1989)                                    | Милан Кучан (до 1989)        | Милан Кучан (до 1989)            | Цирил Рибичич (од 1989)          | Цирил Рибичич (од 1989)      | Цирил Рибичич (од 1989)     | делегат по функцији председника ЦК СК Словеније           |                                                                |
| делегати СК Србије                                       |                              |                                  |                                  |                              |                             |                                                           |                                                                |
| Радиша Гачић (до 1989)                                   | Радиша Гачић (до 1989)       | Радиша Гачић (до 1989)           | Петар Шкундрић (oд 1989)         | Петар Шкундрић (oд 1989)     | Петар Шкундрић (oд 1989)    | делегати изабрани од ЦК СК Србије                         |                                                                |
| Душан Чкребић                                            |                              |                                  |                                  |                              |                             | делегати изабрани од ЦК СК Србије                         |                                                                |
| Слободан Милошевић (до 1989)                             | Слободан Милошевић (до 1989) | Слободан Милошевић (до 1989)     | Богдан Трифуновић (oд 1989)      | Богдан Трифуновић (oд 1989)  | Богдан Трифуновић (oд 1989) | делегат по функцији председника ЦК СК Србије              |                                                                |
| делегати СК Хрватске                                     |                              |                                  |                                  |                              |                             |                                                           |                                                                |
| Ивица Рачан                                              | Ивица Рачан                  | Ивица Рачан                      | Ивица Рачан                      | Ивица Рачан                  | Ивица Рачан                 | делегати изабрани од ЦК СК Хрватске                       |                                                                |
| Стипе Шувар                                              |                              |                                  |                                  |                              |                             | делегати изабрани од ЦК СК Хрватске                       |                                                                |
| Станко Стојчевић (до 1989)                               | Станко Стојчевић (до 1989)   | Станко Стојчевић (до 1989)       | Ивица Рачан (од 1989)            | Ивица Рачан (од 1989)        | Ивица Рачан (од 1989)       | делегат по функцији председника ЦК СК Хрватске            |                                                                |
| делегати СК Црне Горе                                    |                              |                                  |                                  |                              |                             |                                                           |                                                                |
| Видоје Жарковић (до 1989)                                | Видоје Жарковић (до 1989)    | Видоје Жарковић (до 1989)        | Перко Вукотић (од 1989)          | Перко Вукотић (од 1989)      | Перко Вукотић (од 1989)     | делегати изабрани од ЦК СК Црне Горе                      |                                                                |
| Марко Орландић (до 1989)                                 | Марко Орландић (до 1989)     | Марко Орландић (до 1989)         | Миомир Грбовић (од 1989)         | Миомир Грбовић (од 1989)     | Миомир Грбовић (од 1989)    | делегати изабрани од ЦК СК Црне Горе                      |                                                                |
| Миљан Радовић (до 1989)                                  | Миљан Радовић (до 1989)      | Веселин Вукотић (в.д. — 1989)    | Веселин Вукотић (в.д. — 1989)    | Момир Булатовић (од 1989)    | Момир Булатовић (од 1989)   | делегат по функцији председника ЦК СК Црне Горе           |                                                                |
| делегати СК Војводине                                    |                              |                                  |                                  |                              |                             |                                                           |                                                                |
| Бошко Крунић (до 1989)                                   | Бошко Крунић (до 1989)       | Бошко Крунић (до 1989)           | Станко Радмиловић (од 1989)      | Станко Радмиловић (од 1989)  | Станко Радмиловић (од 1989) | делегат изабран од ПК СК Војводине                        |                                                                |
| Милован Шогоров (до 1988)                                | Милован Шогоров (до 1988)    | Богосав Ковачевић ( 1988 — 1989) | Богосав Ковачевић ( 1988 — 1989) | Недељко Шиповац (oд 1989)    | Недељко Шиповац (oд 1989)   | делегат по функцији председника ПК СК Војводине           |                                                                |
| делегати СК Косова                                       |                              |                                  |                                  |                              |                             |                                                           |                                                                |
| Кољ Широка (до 1989)                                     | Кољ Широка (до 1989)         | Кољ Широка (до 1989)             | Јусуф Зејнулаху (од 1989)        | Јусуф Зејнулаху (од 1989)    | Јусуф Зејнулаху (од 1989)   | делегат изабран од ПК СК Косова                           |                                                                |
| Азем Власи (до 1988)                                     | Азем Власи (до 1988)         | Каћуша Јашари (в.д. до 1988)     | Ремзи Кољгеци ( 1988 — 1989)     | Ремзи Кољгеци ( 1988 — 1989) | Рахман Морина (од 1989)     | делегат по функцији председника ПК СК Косова              |                                                                |
| делегат СК у ЈНА                                         | Георгије Јовичић (до 1988)   | Георгије Јовичић (до 1988)       | Георгије Јовичић (до 1988)       | Петар Шимић (од 1988)        | Петар Шимић (од 1988)       | Петар Шимић (од 1988)                                     | делегат по функцији председника Комитета Организације СК у ЈНА |

      Изабрани делегат
      Делегат по положају
      Председник Председништва

## Списак председника Председништва
| Списак председника Председништва ЦК СКЈ од 1966. до 1990. године | Списак председника Председништва ЦК СКЈ од 1966. до 1990. године | Списак председника Председништва ЦК СКЈ од 1966. до 1990. године | Списак председника Председништва ЦК СКЈ од 1966. до 1990. године |
| Име и презиме                                                    | Почетак мандата                                                  | Крај мандата                                                     | Организација СКЈ                                                 |
| ---------------------------------------------------------------- | ---------------------------------------------------------------- | ---------------------------------------------------------------- | ---------------------------------------------------------------- |
| Председник СКЈ од 1966. до 1980. године                          |                                                                  |                                                                  |                                                                  |
| Јосип Броз Тито                                                  | 4. октобар 1966.                                                 | 4. мај 1980.                                                     | раније генерални секретар СКЈ                                    |
| Председавајући Председништва ЦК СКЈ, од 1978. до 1980. године    |                                                                  |                                                                  |                                                                  |
| Бранко Микулић                                                   | 19. октобар 1978.                                                | 23. октобар 1979.                                                | Савез комуниста Босне и Херцеговине                              |
| Стеван Дороњски                                                  | 23. октобар 1979.                                                | 4. мај 1980.                                                     | Савез комуниста Војводине                                        |
| Председници Председништва ЦК СКЈ од 1980. до 1990. године        |                                                                  |                                                                  |                                                                  |
| Стеван Дороњски                                                  | 4. мај 1980.                                                     | 20. октобар 1980.                                                | Савез комуниста Војводине                                        |
| Лазар Мојсов                                                     | 20. октобар 1980.                                                | 20. октобар 1981.                                                | Савез комуниста Македоније                                       |
| Душан Драгосавац                                                 | 20. октобар 1981.                                                | 29. јун 1982.                                                    | Савез комуниста Хрватске                                         |
| Митја Рибичич                                                    | 29. јун 1982.                                                    | 30. јун 1983.                                                    | Савез комуниста Словеније                                        |
| Драгослав Марковић                                               | 30. јун 1983.                                                    | 26. јун 1984.                                                    | Савез комуниста Србије                                           |
| Али Шукрија                                                      | 26. јун 1984.                                                    | 25. јун 1985.                                                    | Савез комуниста Косова                                           |
| Видоје Жарковић                                                  | 25. јун 1985.                                                    | 28. јун 1986.                                                    | Савез комуниста Црне Горе                                        |
| Миланко Реновица                                                 | 28. јун 1986.                                                    | 30. јун 1987.                                                    | Савез комуниста Босне и Херцеговине                              |
| Бошко Крунић                                                     | 30. јун 1987.                                                    | 30. јун 1988.                                                    | Савез комуниста Војводине                                        |
| Стипе Шувар                                                      | 30. јун 1988.                                                    | 17. мај 1989.                                                    | Савез комуниста Хрватске                                         |
| Милан Панчевски                                                  | 17. мај 1989.                                                    | 17. мај 1990.                                                    | Савез комуниста Македоније                                       |